# Hanna Gedin

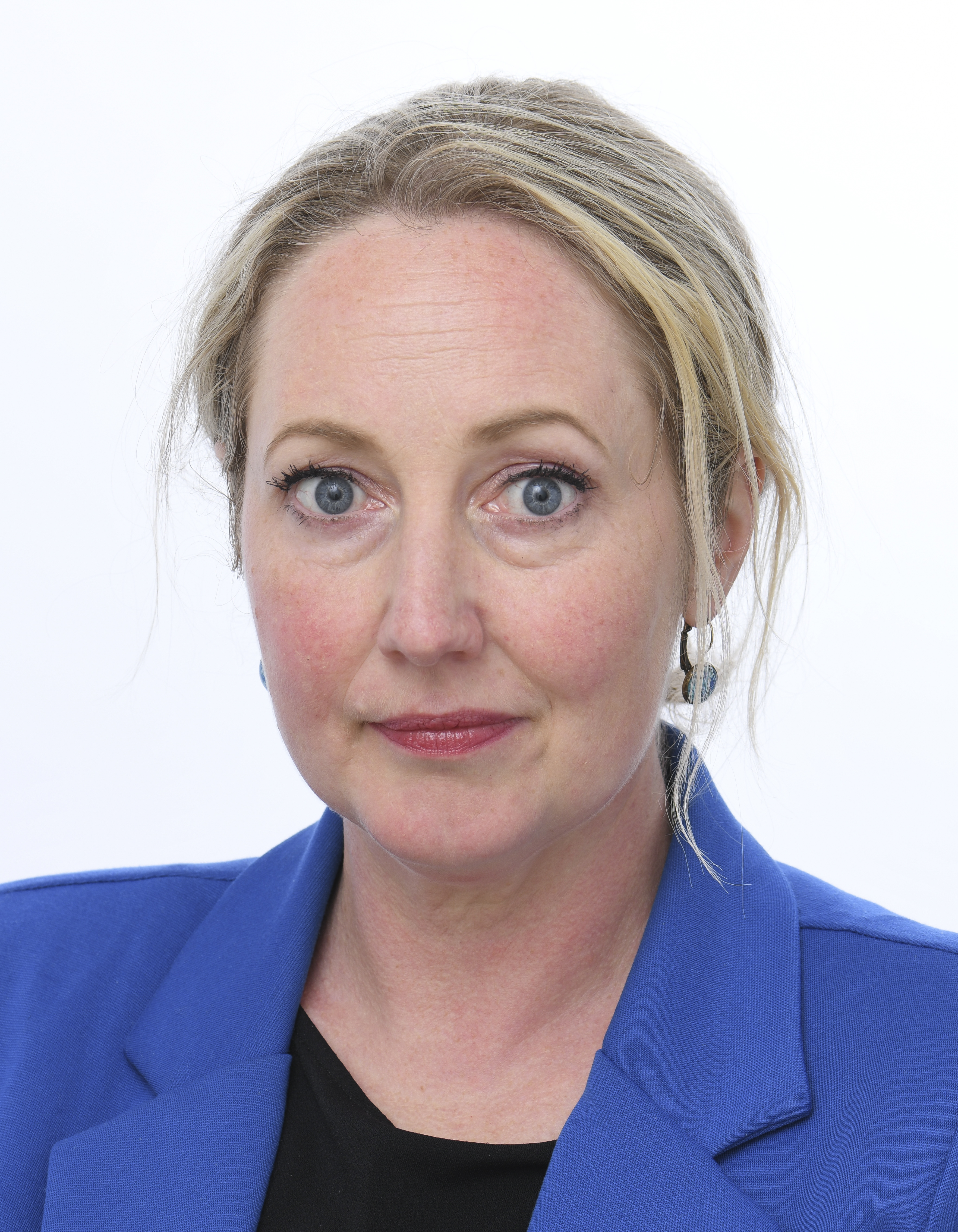
Hanna Gedin 2024.

Hanna Rebecka Gedin, född 11 mars 1978 i Lyngby församling, Malmöhus län, är en svensk politiker och Europaparlamentariker. Hon var biträdande partisekreterare för Vänsterpartiet från augusti 2017 till december 2022. I mars 2018 valdes hon in i partiets verkställande utskott.

## Biografi
Hanna Gedin gick med i Ung Vänster i mitten av 1990-talet. Gedin har varit politiskt aktiv i Vänsterpartiet sedan slutet av 1990-talet. Under 2010-talet var Gedin politisk sekreterare för Vänsterpartiet i Malmö kommun. Jämställdhets- och folkhälsokommunalråd Martina Skrak (V) i Malmö kommun, gick den 27 april 2012 på föräldraledighet. Som vikarierade kommunalråd valdes Gedin, ett vikariat som hon hade till februari 2016. Under ett par år var hon kommunalråd för Vänsterpartiet Malmö med ansvar för jämställdhetsfrågor. Gedin är jurist och har en examen med specialisering på EG-rätt. Gedin kandiderade till EU-parlamentet i valet 2019.
Efter att Jonas Sjöstedt annonserade sin avgång i januari 2020 fanns Gedin med i diskussionerna om hans efterträdare. Gedin kandiderade till Europaparlamentet i valet 2024, där hon blev invald. I parlamentet är hon ledamot i utskottet för den inre marknaden, samt suppleant i industriutskottet och i jämställdhetsutskottet. Gedin är också vice ordförande för partigruppen The Left.